# Paraptychodes perfulva
Paraptychodes perfulva là một loài bướm đêm trong họ Geometridae.